# 峡口镇 (兴山县)
峡口镇，是中华人民共和国湖北省宜昌市兴山县下辖的一个乡镇级行政单位。

## 行政区划
峡口镇下辖以下地区：
峡口社区、白鹤村、竹溪村、双坪村、泗湘村、秀龙村、平邑口村、普安村、琚坪村、岩岭村、建阳坪村、黄家河村、李家山村、杨道河村、漆树坪村和石家坝村。